# Élection présidentielle colombienne de 1934
L'élection présidentielle colombienne de 1934 se déroule le 10 février 1934 afin d'élire le président de la République de la  Colombie pour la période 1934-1938.

## Candidats
Le parti conservateur, qui vit une situation difficile et n'a quasiment pas de chances de l'emporter, décide de ne pas présenter de candidats aux élections présidentielles. Le parti communiste, fondé en 1930, décide de présenter la candidature symbolique du leader indigène Eutiquio Timoté. Le parti libéral, qui a déjà la majorité au Congrès et au sein du gouvernement national, est dans une situation confortable et présente la candidature de son chef, Alfonso López Pumarejo.
Le droit de vote est réservé aux hommes de classe sociale aisée, ce qui explique l'écart considérable entre les candidatures libérale et communiste.

## Résultats
| Candidats                                | Candidats                                | Parti politique                          | Votes     | %      |
| ---------------------------------------- | ---------------------------------------- | ---------------------------------------- | --------- | ------ |
|                                          | Alfonso López Pumarejo                   | Parti libéral                            | 938 608   | 99,64  |
|                                          | Eutiquio Timoté                          | Parti communiste                         | 1 974     | 0,21   |
| Total                                    | Total                                    | Total                                    | 940 582   | 100,00 |
|                                          |                                          |                                          |           |        |
| Votes valides                            | Votes valides                            | Votes valides                            | 940 582   | 99,85  |
| Votes invalides/blancs                   | Votes invalides/blancs                   | Votes invalides/blancs                   | 1427      | 0,15   |
| Nombre total de votes                    | Nombre total de votes                    | Nombre total de votes                    | 942 009   | 100,00 |
| Électeurs inscrits/taux de participation | Électeurs inscrits/taux de participation | Électeurs inscrits/taux de participation | 1 542 441 | 61,07  |